# Kay Wingberg
Kay Wingberg (1949) é um matemático alemão, professor da Universidade de Heidelberg. Suas áreas de pesquisa incluem teoria algébrica dos números, teoria de Iwasawa, geometria aritmética e estrutura de grupos profinitos.

## Publicações
- com Jürgen Neukirch e Alexander Schmidt, Cohomology of number fields. Springer 2000, second edition 2008, ISBN 978-3-540-37888-4